# Joan XII d'Alexandria
Joan XII fou el 93è Papa d'Alexandria i Patriarca de la Seu de Sant Marc des de 1479/1480 fins al 1482/1483.